# Joe Roberts (baloncestista)
Joseph "Joe" Roberts (Columbus, Ohio, 18 de mayo de 1936-Oakland, California, 10 de octubre de 2022) fue un jugador y entrenador de baloncesto estadounidense que disputó tres temporadas en la NBA y una más en la EPBL y en la ABA. Con 1,98 metros de estatura, jugaba en la posición de alero.

## Trayectoria deportiva

### Universidad
Jugó durante tres temporadas con los Buckeyes de la Universidad Estatal de Ohio, en las que promedió 8,4 puntos y 6,1 rebotes por partido. Fue el primer afroamericano de su universidad en ser titular en el equipo de baloncesto, y el primero en ser cocapitán. Junto con jugadores como Jerry Lucas, Larry Siegfried o John Havlicek, logró en 1960 el primer y único título de Campeones de la NCAA de la historia de los Buckeyes, batiendo en la final a la Universidad de California.

### Profesional
Fue elegido en la vigésimo primera posición del Draft de la NBA de 1960 por Syracuse Nationals, donde disputó tres temporadas, siempre como suplente, siendo la mejor de todas la 61-62, en la que promedió 7,7 puntos y 6,7 rebotes por partido.
Mediada la temporada siguiente, en la que había visto recortados sus minutos en pista y habían intentado bajarle el sueldo, el propietario del equipo le dijo que el público blanco quiere ver jugadores blancos en la pista, optando por abandonar el equipo.
Tras jugar una temporada en los Allentown Jets de la EPBL, no regresó a las pistas hasta 1967-1968 cuando fichó por los Kentucky Colonels de la recién creada ABA, jugando una temporada en la que promedió 3,7 puntos y 3,8 rebotes por partido.

### Entrenador
Tras ser entrenador asistente en los Western Michigan Broncos y los Iowa Hawkeyes, ambos de la División I de Baloncesto Masculino de la NCAA, en 1974 se convierte en asistente de Al Attles en los Golden State Warriors de la NBA, con los que esa misma temporada gana su anillo de campeón de liga. Tras 5 temporadas en los Warriors, en 1989 ficha con el mismo puesto por Los Angeles Clippers, donde permanece una temporada.

## Estadísticas de su carrera en la NBA y la ABA

### Temporada regular
| Temporada | Edad | Equipo             | Liga  | P   | TIT | MIN  | TC  | TCA | %TC  | 3P  | 3PA | %3P  | TL  | TLA | %TL  | R.OF. | R.DEF. | REB | ASIS | ROB | TAP | PER | FP  | PTS |
| 1960-61   | 24   | Syracuse Nationals | NBA   | 68  |     | 11.8 | 1.9 | 5.2 | .370 |     |     |      | 0.9 | 1.5 | .596 |       |        | 3.6 | 0.6  |     |     |     | 1.8 | 4.7 |
| 1961-62   | 25   | Syracuse Nationals | NBA   | 80  |     | 20.5 | 3.0 | 7.7 | .393 |     |     |      | 1.6 | 2.4 | .665 |       |        | 6.7 | 0.6  |     |     |     | 2.9 | 7.7 |
| 1962-63   | 26   | Syracuse Nationals | NBA   | 33  |     | 14.1 | 2.2 | 5.9 | .372 |     |     |      | 1.1 | 1.5 | .686 |       |        | 4.7 | 0.5  |     |     |     | 2.0 | 5.5 |
| 1967-68   | 31   | Kentucky Colonels  | ABA   | 37  |     | 15.2 | 1.5 | 3.9 | .370 | 0.0 | 0.1 | .333 | 0.8 | 1.4 | .560 |       |        | 3.8 | 0.4  |     |     | 0.8 | 1.7 | 3.7 |
| Total     |      |                    | TOTAL | 218 |     | 15.9 | 2.3 | 6.0 | .381 | 0.0 | 0.1 | .333 | 1.2 | 1.8 | .637 |       |        | 4.9 | 0.6  |     |     | 0.8 | 2.2 | 5.8 |
|           |      |                    | NBA   | 181 |     | 16.1 | 2.5 | 6.4 | .383 |     |     |      | 1.2 | 1.9 | .648 |       |        | 5.2 | 0.6  |     |     |     | 2.3 | 6.2 |
|           |      |                    | ABA   | 37  |     | 15.2 | 1.5 | 3.9 | .370 | 0.0 | 0.1 | .333 | 0.8 | 1.4 | .560 |       |        | 3.8 | 0.4  |     |     | 0.8 | 1.7 | 3.7 |

### Playoffs
| Temporada | Edad | Equipo             | Liga  | P  | MIN | TCA | TC | 3PA | 3P | TLA | TL | R.OF. | REB | ASIS | ROB | TAP | PER | FP | PTS | %TC  | %3P | %FT  | MIN  | PTS | REB | AST |
| 1960-61   | 24   | Syracuse Nationals | NBA   | 5  | 20  | 3   | 10 |     |    | 0   | 0  |       | 4   | 0    |     |     |     | 3  | 6   | .300 |     |      | 4.0  | 1.2 | 0.8 | 0.0 |
| 1961-62   | 25   | Syracuse Nationals | NBA   | 4  | 64  | 8   | 22 |     |    | 10  | 14 |       | 28  | 0    |     |     |     | 9  | 26  | .364 |     | .714 | 16.0 | 6.5 | 7.0 | 0.0 |
| 1967-68   | 31   | Kentucky Colonels  | ABA   | 5  | 63  | 5   | 15 | 0   | 0  | 2   | 6  |       | 15  | 1    |     |     | 3   | 13 | 12  | .333 |     | .333 | 12.6 | 2.4 | 3.0 | 0.2 |
| Total     |      |                    | TOTAL | 14 | 147 | 16  | 47 | 0   | 0  | 12  | 20 |       | 47  | 1    |     |     | 3   | 25 | 44  | .340 |     | .600 | 10.5 | 3.1 | 3.4 | 0.1 |
|           |      |                    | NBA   | 9  | 84  | 11  | 32 |     |    | 10  | 14 |       | 32  | 0    |     |     |     | 12 | 32  | .344 |     | .714 | 9.3  | 3.6 | 3.6 | 0.0 |
|           |      |                    | ABA   | 5  | 63  | 5   | 15 | 0   | 0  | 2   | 6  |       | 15  | 1    |     |     | 3   | 13 | 12  | .333 |     | .333 | 12.6 | 2.4 | 3.0 | 0.2 |